# Farhad Darya
Farhad Darya (Dari: فرهاد دریا), född Farhad Nasher den 22 september 1962 i Guzargah i Kabul, Afghanistan, är popartist och kompositör. Daryas modersmål är farsi som talas av majoriteten av befolkningen i landet. Han sjunger mest på persiska och pashto.
Darya började sjunga vid 18 års ålder med bandet Grooh Baran. Bandet bestod av unga afghanska artister. 
1990 flyttade han till USA, där han blev den första exilafghanska artisten. Han var senare den första artist som kom till Kabul och höll konsert där efter Talibanernas fall. Efter det har han varit i Afghanistan flera gånger och gjort gratiskonserter för hemlösa barn och andra ändamål. Albumet Salam Afghanistan (Hej Afghanistan, 2003) blev ett genombrott i Afghanistan samt internationellt bland persiskt samt pashto talande människor. Farhad Darya anses vara en av de största artisterna genom tiderna i Afghanistan.
Darya har släppt 23 album, varav tio av dem har skapats i Afghanistan och tretton i USA.

## Diskografi

### Släppta i Afghanistan
- Yaare Bewafaa (یار بی وفا)
- Rahe Rafta (راه رفته)
- Afghan Folk Music (محلي)
- Zaro Jane (زارو جانه)
- Baran (باران)
- Ghazal (غزل)
- Bolbole Awara (بلبل آواره)
- Mazdeegar (مازديگر)
- Bazme Ghazal (غزل بزمي)
- Mehrbaani (مهربان)

### Släppta utanför Afghanistan
- Begum Jan (بگم جان)
- Teri Soorat (तेरी सूरत تیرِی صورت)
- Ateschparcha (آتش پرچه)
- Afghanistan (افغانستان)
- Live In San Francisco (كنسرت سانفرآنسييسكو)
- Shakar (شكر)
- In Foreign Land (در سرزمين بيگانه)
- Live In Europe (كنسرت اروپا)
- Qabila-e-Ashiq (قبلة عاشق)
- Golom Golom (گلم گلم)
- Salaam Afghanistan (سلام افغانستان)
- Yahoo
- Ha

## Släkt och familj
Farhad Darya är sonson till Sher Khan Nashir.